# Black and Blue (album des Backstreet Boys)
Pour les articles homonymes, voir Black and Blue.
Albums de Backstreet Boys
Millennium
(1999) Greatest Hits – Chapter One
(2001)
Black and Blue (stylisé Black & Blue) est un album des Backstreet Boys, sorti en 2000. Il s'est vendu à 24 millions d'exemplaires dans le monde.

## Pistes
| No  | Titre                                | Auteur                                                                     | Producteur(s)                      | Durée |
| --- | ------------------------------------ | -------------------------------------------------------------------------- | ---------------------------------- | ----- |
| 1.  | The Call                             | Max Martin, Rami                                                           | Martin, Rami                       | 3:24  |
| 2.  | Shape of My Heart                    | Martin, Rami, Lisa Miskovsky                                               | Martin, Rami                       | 3:50  |
| 3.  | Get Another Boyfriend                | Martin, Rami                                                               | Martin, Rami                       | 3:05  |
| 4.  | Shining Star                         | Franciz & LePont, Nick Carter, Howie Dorough                               | Rodney Jerkins                     | 3:22  |
| 5.  | I Promise You (With Everything I Am) | Dan Hill                                                                   | Timmy Allen, Veit Renn             | 4:23  |
| 6.  | The Answer to Our Life               | Nick Carter, Howie Dorough, A. J. McLean, Brian Littrell, Kevin Richardson | Per Magnusson, David Kreuger       | 3:18  |
| 7.  | Everyone                             | Kristian Lundin, Andreas Carlsson                                          | Kristian Lundin                    | 3:30  |
| 8.  | More Than That                       | Franciz & LePont, Adam Anders                                              | Franciz & LePont                   | 3:44  |
| 9.  | Time                                 | Littrell, Carter, Dorough, McLean, Richardson                              | Babyface                           | 3:55  |
| 10. | Not for Me                           | Lundin, Jake, Carlsson                                                     | Lundin                             | 3:15  |
| 11. | Yes I Will                           | McLean, Brian Kierulf, Josh Schwartz                                       | Timmy Allen, Larry "Rock" Campbell | 3:50  |
| 12. | It's True                            | Martin, Carlsson, Richardson                                               | Magnusson, Kreuger                 | 4:13  |
| 13. | How Did I Fall In Love With You      | Dorough, Calum MacColl, Andrew Fromm                                       | Allen, Renn                        | 4:04  |

## Classements
| Classement (2000–01)                       | Meilleure position |
| ------------------------------------------ | ------------------ |
| Allemagne (Media Control AG)               | 1                  |
| Argentine (CAPIF)                          | 4                  |
| Australie (ARIA)                           | 2                  |
| Autriche (Ö3 Austria Top 40)               | 3                  |
| Belgique (Flandre Ultratop)                | 11                 |
| Belgique (Wallonie Ultratop)               | 24                 |
| Canada (Soundscan)                         | 1                  |
| Danemark (IFPI)                            | 2                  |
| Écosse (OCC)                               | 12                 |
| Espagne (AFYVE)                            | 1                  |
| États-Unis (Billboard 200)                 | 1                  |
| États-Unis (Billboard Top Internet Albums) | 1                  |
| Europe (Eurochart)                         | 2                  |
| Finlande (Suomen virallinen lista)         | 2                  |
| Grèce (PricewaterhouseCoopers)             | 2                  |
| Hongrie (Mahasz)                           | 11                 |
| Italie (FIMI)                              | 6                  |
| Japon (Oricon)                             | 3                  |
| Malaisie (RIM)                             | 1                  |
| Norvège (VG-lista)                         | 5                  |
| Nouvelle-Zélande (RIANZ)                   | 10                 |
| Pays-Bas (Mega Album Top 100)              | 2                  |
| Portugal (AFP)                             | 4                  |
| Royaume-Uni (UK Albums Chart)              | 13                 |
| Suède (Sverigetopplistan)                  | 3                  |
| Suisse (Schweizer Hitparade)               | 1                  |

| Classement (2000)             | Position |
| ----------------------------- | -------- |
| Allemagne (Media Control AG)  | 62       |
| Australie (ARIA)              | 25       |
| Danemark (IFPI)               | 36       |
| Italie (FIMI)                 | 52       |
| Pays-Bas (Mega Album Top 100) | 52       |
| Suède (Sverigetopplistan)     | 34       |
| Suisse (Schweizer Hitparade)  | 40       |

| Classement (2001)            | Position |
| ---------------------------- | -------- |
| Allemagne (Media Control AG) | 73       |
| Autriche (Ö3 Austria Top 40) | 63       |
| Suisse (Schweizer Hitparade) | 60       |

## Certifications
| Pays                         | Certification | Ventes    |
| ---------------------------- | ------------- | --------- |
| Allemagne (BVMI)             | 3 × Or        | 450 000   |
| Argentine (CAPIF)            | Platine       | 60 000    |
| Australie (ARIA)             | Platine       | 70 000    |
| Autriche (IFPI)              | Or            | 25 000    |
| Belgique (BEA)               | Or            | 25 000    |
| Brésil (ABPD)                | Platine       | 250 000   |
| États-Unis (RIAA)            | 8 × Platine   | 8 000 000 |
| Finlande (Musiikkituottajat) | Or            | 26 601    |
| Mexique (AMPROFON)           | 2 × Platine   | 300 000   |
| Norvège (IFPI)               | Or            | 25 000    |
| Nouvelle-Zélande (RIANZ)     | Platine       | 15 000    |
| Royaume-Uni (BPI)            | Or            | 100 000   |
| Suisse (IFPI)                | Platine       | 50 000    |